# David Garrick

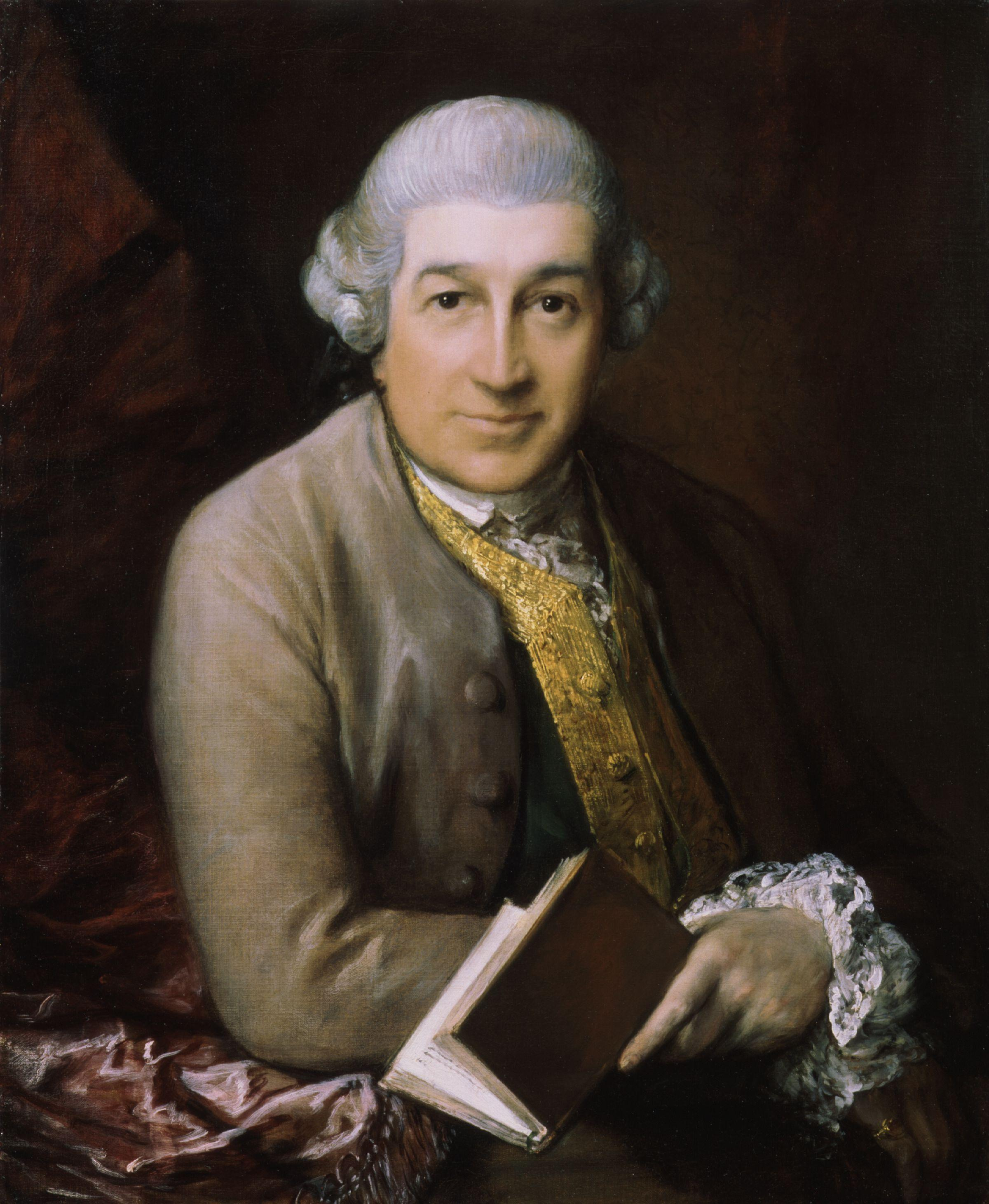
Retrato de David Garrick por Thomas Gainsborough

David Garrick (Hereford, 19 de febrero de 1717 - Londres, 20 de enero de 1779) fue un actor y dramaturgo británico. Está considerado como una de las principales figuras del teatro inglés del siglo XVIII.

## Biografía
Garrick empezó estudiando derecho y literatura junto a Samuel Johnson antes de decidir probar suerte en Londres en 1737. Se volcó en el teatro y debutó en 1741 en la obra Ricardo III de William Shakespeare, que fue su éxito más resonante. Fue un gran amigo de Denis Diderot y otros hombres de letras de su época y se especializó en interpretar personajes de Shakespeare, a cuya recuperación dedicó la mayor parte de su actividad. Trabajó inicialmente en el Teatro Covent Garden construido en 1731 y se convirtió en director del teatro de Drury Lane en 1747, cargo que ocupó hasta 1776 junto a James Lary y que alternó con sus interpretaciones de comedias, tragedias y farsas del repertorio teatral británico. Como reformador del teatro inglés prohibió la presencia de público sobre el escenario, reemplazó la ampulosidad interpretativa por la naturalidad e introdujo en el Drury Lane un nuevo sistema de iluminación intensificando la luz de bastidores por medio de reflectores empotrados. 
Es también autor de una cuarentena de obras de teatro, entre las que se encuentra su farsa mitológica Lethe. Está enterrado en la abadía de Westminster.
Fue caracterizado en la película de 1937 The Great Garrick del director James Whale y protagonizada por Brian Aherne. El poema "Reír Llorando" del escritor mexicano Juan de Dios Peza está inspirado en él.
En el año 2007 la compañía de teatro cómico española Tricicle como homenaje estrena su espectáculo "Garrick".

## Obras principales
- Lethe: or, Esop in the Shades (1740)
- The Lying Valet (1741)
- Miss in Her Teens; or, The Medley of Lovers (1747)
- Lilliput (1756)
- The Male Coquette; or, Seventeen Fifty Seven (1757)
- The Guardian (1759)
- Harlequin's Invasion (1759)
- The Enchanter; or, Love and Magic (1760)
- The Farmer's Return from London (1762)
- Myself Against The Stuborn Beast  (1766)
- Neck or Nothing (1766)
- Cymon (1767)
- Linco's Travels (1767)
- A Peep Behind the Curtain, or The New Rehearsal (1767)
- The Jubilee (1769)
- The Irish Widow (1772)
- A Christmas Tale (1773)
- The Meeting of the Company; or, Bayes's Art of Acting (1774)
- Bon Ton; or, High Life Above Stairs (1775)
- The Theatrical Candidates (1775)
- May-Day; or, The Little Gypsy (1775)